# هاري هايز
هاري هايز (بالإنجليزية: Harry Hays)‏ هو فلاح وسياسي كندي، ولد في 25 ديسمبر 1909، وتوفي في 4 مايو 1982. حزبياً، نشط في الحزب الليبرالي الكندي. وقد انتخب عضو مجلس الشيوخ الكندي وانتخب عضو مجلس العموم الكندي.